# Златогруди мангаби
Златогруди мангаби (лат. Cercocebus chrysogaster) је врста примата (Primates) из породице мајмуна Старог света (Cercopithecidae). 

## Распрострањење
Ареал врсте је ограничен на једну државу. ДР Конго је једино познато природно станиште врсте.

## Станиште
Станиште врсте су шуме. 

## Угроженост
Подаци о распрострањености ове врсте су недовољни.